# Uranotaenia combesi
Uranotaenia combesi är en tvåvingeart som beskrevs av Doucet 1950. Uranotaenia combesi ingår i släktet Uranotaenia och familjen stickmyggor.
Artens utbredningsområde är Madagaskar. Inga underarter finns listade i Catalogue of Life.